# Lavendelastrild
Der Lavendelastrild (Glaucestrilda caerulescens, Syn.: Estrilda caerulescens), auch Schönbürzel oder Rotschwanz-Schönbürzel genannt, ist eine afrikanische Art aus der Familie der Prachtfinken. Es werden keine Unterarten für diese Art unterschieden.

## Beschreibung

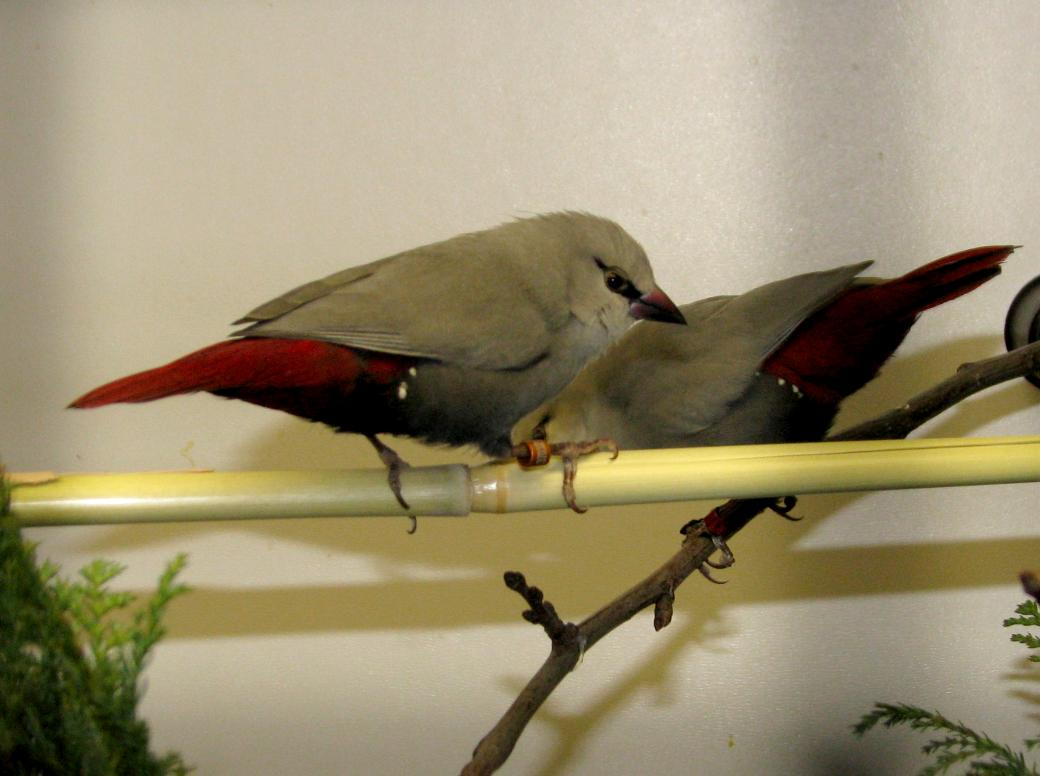

Lavendelastrild erreichen eine Körperlänge von zehn Zentimetern und zählen damit zu den eher kleinen Prachtfinken. Sie wiegen zwischen 6,7 und 9,2 Gramm. Der Körper ist einheitlich zart blaugrau, zum Kopf hin ein wenig heller gefärbt. An den dunkelgrauen hinteren Flanken finden sich bei den meisten Individuen einige weiße Flecken. Diese werden durch weiße Tüpfel auf einer Federfahne in der Nähe der Federspitze gebildet.
Die graue Farbe des Körpers bildet einen auffälligen Kontrast zum Bürzel und den Schwanzfedern des Vogels, die blutrot gefärbt sind. Ein schmaler dunkler Strich durchzieht die Augenpartie. Männchen und Weibchen sehen gleich aus. Jungvögel sind matter gefärbt als die Altvögel.
Innerhalb seines Verbreitungsgebietes ist der Lavendelastrild unverwechselbar. Der Cinderellaastrild und der Schwarzschwanzastrild ähnelt zwar dem Lavendelastrild. Beide Arten haben jedoch einen schwarzen Schwanz und der Cinderella-Schönbürzel ist auf den Körperseiten rot.

## Verbreitung und Lebensraum
Der Lavendelastrild kommt in Zentralafrika vom Senegal über Äthiopien bis nach Uganda vor.
Der Lebensraum ist Grasland mit einzelnen Büschen. Er hält sich außerdem gern am Rand von Dickichten und Galeriewäldern auf. Er hat sich auch menschlichen Siedlungsraum erschlossen und kommt in der Nähe von Kulturland, in Gärten und an Straßenrändern vor. In Nigeria kommt er auch in feuchteren Gebieten vor, die Raphia-Dickichte aufweisen. Er besiedelt außerdem Waldgebiete und Dickichte am Fuß von Inselbergen.
Der Lavendelastrild ist außerdem auf Hawaii sowie im Senegal eingeführt worden.

## Lebensweise
Lavendelastrild sind eine gesellige Vogelart, die meist in kleinen Gruppen von sechs bis acht Individuen beobachtet werden kann. Gelegentlich umfassen diese Gruppen jedoch auch zwanzig bis dreißig Individuen. Sie sind außerdem häufiger mit Schmetterlingsastrilden und Grauastrilden vergesellschaftet. Lavendelastrild halten sich allerdings häufiger in Baumwipfeln auf als diese beiden Arten.
Die Nahrung der Lavendelastrild sind Grassamen, kleine Beeren und Früchte sowie Insekten. Die Nahrung wird auch auf dem Erdboden aufgenommen. Der größte Teil der Nahrung wird jedoch im Gezweig gefunden oder aus Grasrispen und -ähren geklaubt.
Die Brutzeit variiert in Abhängigkeit vom Verbreitungsgebiet. So brütet der Lavendelastrild beispielsweise in Gambia in den Monaten August und September in der Mitte der Regenzeit, in Nigeria dagegen im Oktober. Er ist ein Einzelbrüter und nach jetzigem Erkenntnisstand monogam.
Der Lavendelastrild zeigt wie viele andere afrikanische Prachtfinken eine Halmbalz. Dabei hält das Männchen einen Grashalm im Schnabel und bewegt diesen ruckartig vor dem Weibchen auf und ab. Ein zweites Balzritual ist die Nickbalz. Dabei sitzen die beiden Geschlechter nebeneinander und nicken sich zu.
Die Vögel bauen einzeln stehende Kugelnester mit einem Durchmesser von 20 Zentimeter. Gelegentlich nutzen Lavendelastrild auch aufgegebene Nester von Webervögeln. Das Gelege besteht aus vier bis sechs weißen Eiern. Beide Elternvögel brüten. Die Brutzeit beträgt elf bis zwölf, die Nestlingszeit 16 bis 19 Tage. Die Nestlinge werden während ihrer ersten Lebenstage ausschließlich mit Wirbellosen gefüttert. Erst danach erhalten sie ergänzend auch Samen. Die Jungvögel werden nach Verlassen des Nestes noch weitere zwei Wochen von den Elternvögeln versorgt. Nach dem Ausfliegen kehren sie nicht mehr ins Nest zurück.

## Haltung
Lavendelastrild werden mit einiger Regelmäßigkeit im Vogelhandel als Ziervogel angeboten. Sie sind außerordentlich lebhafte und bewegliche Vögel, die eine geräumige Voliere für ihr Wohlbefinden benötigen. Beobachtungen an in menschlicher Obhut gehaltenen Vögeln haben gezeigt, dass Lavendelastrild auch in einer großen, fünfzig bis sechzig Prachtfinken umfassenden Voliere jeden Bewohner der Voliere persönlich kennen. Die Fähigkeit der Lavendelastrild, auch Vertreter anderer Arten individuell zu kennen, ist auch aus dem Freiland bekannt.

## Belege

### Einzelbelege
1. ↑   Clement et al., S. 366
2. ↑   Fry et al., S. 287
3. ↑   Fry et al., S. 288
4. ↑   Nicolai et al., S. 211